# Глядень (ориентир)
Глядень у архангельских поморов — хорошо заметный ориентир на берегу моря, расположенный около выхода из залива или устья реки для указания безопасного фарватера.
Фактически глядни являлись прообразами первых маяков русских северных мореходов и устанавливались с древнейших времён в местах смены курса и на мысах. Как правило, глядни представляли из себя различные по размеру и по количеству кресты или сложенные пирамидами груды камней (гурии).
Кроме этого, слово «глядень» обозначало возвышенность, откуда можно было вести наблюдение за возвращением промысловых судов и опознавательные знаки на воде в виде буёв или вех.